# Strängsmåla
Strängsmåla är en tidigare småort i Emmaboda kommun, Kalmar län och en by i Långasjö socken. Byn ligger en dryg kilometer söder om Långasjö.  SCB definierade orten som småort 1995, men inte därefter. 
I byn finns en sågverksindustri.